# Warriors of Might and Magic
Warriors of Might and Magic – gra TPP z elementami gier cRPG stworzona przez New World Computing, a wydana przez 3DO 5 grudnia 2000 roku na platformy Game Boy Color, PlayStation i PlayStation 2.
Akcja gry toczy się w fikcyjnej krainie Ardon w świecie Antagarichu. Głównym bohaterem jest były dowódca straży zamku Ardon, który zostaje niesłusznie skazany za praktyki nekromanckie. Na twarz młodego wojownika zostaje nałożona Maska Oskarżonych, zadająca ciągły ból poprzez wbijanie się głęboko w ciało Allerona. Następnie zostaje on zrzucony do Czeluści Oskarżonych, gdzie gracz rozpoczyna rozgrywkę.